# 李承恩 (清朝)
李承恩，山西人，监生出身。
咸丰八年正月二十，由广西右江道道员升任廣西按察使。咸丰九年四月十九（1859年5月21日），由广西按察使升任廣西布政使。咸丰九年罢。